# Tornade de 2016 dans le Jiangsu
La tornade de 2016 dans le Jiangsu est une tornade qui a touché la province chinoise de Jiangsu le 23 juin 2016, notamment la ville de Yancheng à environ 14 h 30 locale (6 h 30 UTC). Le bilan fait état d'au moins 98 morts et de plus de 800 blessés.

## Évolution météorologique

Boucle des images visibles (haut) et infra-rouges (bas) du satellite Himawari-8.

À la fin du printemps et au début de l'été, une zone barocline semi-permanente, appelé le front de Mei-Yu, traverse l'est de la Chine, Taïwan et le Japon. Cette frontière entre masses d'air est propice à la formation de ligne orageuses donnant des pluies torrentielles. Ce phénomène est particulièrement marqué durant les étés post-El Niño comme c'est le cas en 2016.
Le 23 juin, des lignes d'orages intenses se sont développées sur environ 1 000 km le long du Mei-yu dans l'est de la Chine. Un des systèmes convectifs de méso-échelle traversant la province de Jiangsu sur plus de 400 km de longueur produisit une tornade près de Yancheng vers 14 h 30 locale (6 h 30 UTC),. Les orages donnèrent également de la grosse grêle.

## Impacts
Les orages et la tornade ont fait une centaine de morts et plus de 800 blessés. Les vents furent estimés à plus de 125 km/h et les orages furent accompagnés de pluie et de grêle, le tout entraînant la chute d’arbres, de poteaux électriques et ravageant des bâtiments entiers de Yancheng. Entre autres, d’après CCTV, des usines contenant des produits chimiques dangereux ont été dévastées dans cette ville manufacturière importante. Des témoins parlent de grêlons gros comme le poing. Un homme interrogé par China News Service, raconta avoir été surpris alors qu’il conduisait et s'être arrêté, avant de voir son véhicule soulevé par le vent et projeté dans une rivière. Les dégâts furent estimés à 400 millions d'euros pour le SCM, mais ne sont pas spécifiés pour la tornade seule.
D’après CCTV, certaines routes furent coupées par des arbres et des pylônes électriques. Les pluies torrentielles sous les orages continuèrent de s’abattre sur la région, compliquant les efforts des secours. Plus de 1 300 policiers sont mobilisés, rapporte l’agence Chine nouvelle. D'après l'agence, c'est l'un des événements météorologiques les plus meurtriers à voir frappé le Jiangsu depuis longtemps et la tornade qui a fait le plus de morts en Chine depuis 50 ans,.
Le président Xi Jinping, en visite en Ouzbékistan, a élevé l'alerte au rang d’urgence de niveau national. L'équipe de réponse aux désastres basée à Pékin a envoyé 1 000 tentes, 2 000 lits et un grand nombre de projecteurs d'éclairage.